# أخدرية سنجابية
أخدرية سنجابية (الاسم العلمي: Oenothera grisea) هو نوع نباتي يتبع جنس الأخدرية من الفصيلة الأخدرية.